# Ferguson Lake, Nova Scotia
Ferguson Lake är en sjö i Kanada.   Den ligger i provinsen Nova Scotia, i den östra delen av landet, 1 200 km öster om huvudstaden Ottawa. Ferguson Lake ligger 52 meter över havet. Den ligger på ön Kap Bretonön. Ferguson Lake ligger vid sjön Danny MacDonalds Lake.
I omgivningarna runt Ferguson Lake växer i huvudsak blandskog. Runt Ferguson Lake är det ganska glesbefolkat, med 34 invånare per kvadratkilometer.